# ریچارد عنان
ریچارد عنان (انگلیسی: Richard Annan؛ زادهٔ ۴ دسامبر ۱۹۶۸) بازیکن فوتبال اهل بریتانیا است.
از باشگاه‌هایی که در آن بازی کرده‌است می‌توان به باشگاه فوتبال دونکستر راورز، باشگاه فوتبال لیدز یونایتد، باشگاه فوتبال کرو آلکساندرا، باشگاه فوتبال مورکم، باشگاه فوتبال هاید، و باشگاه فوتبال گایزلی اشاره کرد.